# Pantaleon Candidus
Pour les articles homonymes, voir Candidus.
Pantaleon Candidus Weiss (né le 7 octobre 1540 à Ybbs an der Donau, mort le 3 février 1608 à Deux-Ponts) est un théologien protestant allemand.

## Biographie
Candidus est le fils du propriétaire terrien Wolfgang Weiß et de sa femme Apollonia. À 10 ans, il est envoyé à Weißenkirchen in der Wachau pour être auprès d'Andreas Cupicus, un prédicateur protestant. Il aide son professeur lorsqu'il est emprisonné pendant les persécutions. Après dix mois de détention, ils s'évadent en Hongrie. Ils reviennent deux ans plus tard en Autriche quand les persécutions cessent. Pantaleon poursuit ses études auprès de Vitus Nuber, abbé de Seisenstein. Il suit à nouveau son maître lorsque ce dernier s'enfuit à cause de son mariage à Amberg, en Allemagne.
Candidus fait la connaissance de Georg Agricola en tant qu'enseignant et de Wolfgang de Bavière, qui emmène Nuber et Candidus avec lui à Meisenheim. Un an plus tard, Candidus est le précepteur d'un fils du chancelier Ulrich Sitzinger à Deux-Ponts, qui persuade Wolfgang de Deux-Ponts d'accorder à Candidus une bourse pour aller à l'université.
Candidus choisit l'université de Wittenberg, où il étudie auprès de Philippe Melanchthon, Georg Major et Paul Eber de 1558 à 1565. À Wittenberg, il est le secrétaire de Hubert Languet, diplomate et réformateur français. En 1564, il obtient sa licence de philosophie.
En 1565, il retourne à Deux-Ponts et est d'abord instituteur à l'École latine, puis pasteur à Hinzweiler, puis diacre à Meisenheim, le 3 mars 1571 pasteur à Deux-Ponts et le 11 septembre 1571, surintendant général du Palatinat-Deux-Ponts. À ce titre, il instruit les enfants du duc Jean Ier de Deux-Ponts et est impliqué dans les changements théologiques de la confessionnalisation.
Sa conviction philippiste change sous l'influence de Johann Schwebel en un calvinisme modéré. Comme il est le principal ecclésiastique du Palatinat-Deux-Ponts, il signe la Formule de Concorde, le protestantisme devient la religion du duché du Palatinat-Deux-Ponts. Il bénit le mariage de Gerhard Truchsess de Waldbourg le 2 février 1583 à Bonn. Il peut alors prêcher à Cologne et à Bonn et prôner l'introduction de l'enseignement réformé.
Candidus écrit des ouvrages théologiques, mais aussi de l'historiographie et de la poésie. Il se consacre à l'histoire de la Bohême et traite du rôle des Wisigoths dans l'histoire de l'Espagne. Il se montre influencé par l'avancée des livres d'emblèmes, qui organisent des groupes de poèmes selon les caractères.
Candidus s'est marié trois fois, d'abord en 1567 avec Margarethe Sturtz, en deuxièmes noces en 1574 avec Sibylla Kneupel et en troisièmes noces en 1594 avec Anna Hofmann, la veuve de Tilemann Stella.
Ses ouvrages Annales seu tabulae chronologicae de 1602, Epitaphia antiqua et recentia paru en 1600 sont mis à l’Index librorum prohibitorum le 8 juillet 1604 suivis de Epitome Historiae Gallicae le 26 août 1605.